# Marie (Animal Crossing)
Pour les articles homonymes, voir Marie.
 (mars 2019).
Si vous disposez d'ouvrages ou d'articles de référence ou si vous connaissez des sites web de qualité traitant du thème abordé ici, merci de compléter l'article en donnant les références utiles à sa vérifiabilité et en les liant à la section « Notes et références ».
Marie est un personnage de jeu vidéo féminin ayant fait ses débuts en 2012 dans Animal Crossing: New Leaf, sur Nintendo 3DS, où elle y officie en tant qu'assistante municipale et guide ainsi le joueur tout au long du développement de sa ville.
Depuis 2012, elle est un personnage récurrent dans la série Animal Crossing et est rapidement devenue emblématique, faisant ainsi des apparitions dans d'autres séries, telles que Mario Kart et Super Smash Bros..

## Informations générales

### Portrait
Marie est une jeune chienne Shih tzu au pelage blond. Elle se distingue principalement par sa tête en forme de cloche et son tailleur. D'un tempérament calme et modeste, Marie est assistante municipale. Elle ne rechigne ainsi jamais à se lancer dans des procédures administratives pour soulager le maire d'une partie de ses tâches.

### Dénomination
Le prénom de Marie varie selon la région du monde dans laquelle elle apparaît et la langue qui y est employée :
- しずえ (Shizue) : Japon
- Marie : France
- Isabelle : Pays anglophones, Portugal, Pays-Bas
- Canela : Espagne
- Fuffi : Italie
- Melinda : Allemagne
- Изабель (Izabel') : Russie
- 西施惠 (Xī Shī Huì) : Chine
- 여울 (Yeo'ul) : Corée du Sud

## Apparitions
La première apparition de Marie date de 2013 (2012 au Japon), dans le jeu vidéo Animal Crossing: New Leaf publié sur Nintendo 3DS. Dans celui-ci, elle assiste le joueur tout au long du développement de sa ville. Depuis, Marie a progressivement été intégrée dans les épisodes suivants de la série Animal Crossing. Elle est ainsi présente dans une dizaine de jeux.
| Titre                                          | Année | Support            | Jouable |
| ---------------------------------------------- | ----- | ------------------ | ------- |
| Animal Crossing: New Leaf                      | 2012  | Nintendo 3DS       | Non     |
| Mario Kart 8                                   | 2014  | Wii U              | DLC     |
| Super Smash Bros. for Nintendo 3DS / for Wii U | 2014  | Nintendo 3DS Wii U | Non     |
| Super Mario Maker                              | 2015  | Wii U              | Oui     |
| Animal Crossing: Happy Home Designer           | 2015  | Nintendo 3DS       | Non     |
| Animal Crossing: Amiibo Festival               | 2015  | Wii U              | Oui     |
| Mario Kart 8 Deluxe                            | 2017  | Nintendo Switch    | Oui     |
| Animal Crossing: Pocket Camp                   | 2017  | Android & iOS      | Non     |
| Super Smash Bros. Ultimate                     | 2018  | Nintendo Switch    | Oui     |
| Animal Crossing: New Horizons                  | 2020  | Nintendo Switch    | Non     |

### Dans la sérieAnimal Crossing
Marie est apparue pour la première fois dans Animal Crossing: New Leaf, sur Nintendo 3DS en 2012. Le joueur la rencontre pour la première fois lors de son arrivée à la gare de la ville où elle l'attend pour lui souhaiter la bienvenue en tant que nouveau maire. Son rôle est ainsi de guider et d'accompagner le joueur, notamment en le relevant de toutes les tâches administratives, dans le développement de sa ville.
Par ailleurs, elle réapparaît ensuite dans Animal Crossing: Happy Home Designer, sur Nintendo 3DS en 2015. Bien qu'elle ne tienne cette fois-ci pas un rôle principal, elle est néanmoins présente en tant que cliente pour proposer au joueur de nouveaux bâtiments à décorer pour embellir sa ville.
Pour la première fois dans la série, Marie est jouable dans le jeu dérivé Animal Crossing: Amiibo Festival, paru sur Wii U en 2015. Le joueur peut ainsi l'incarner s'il possède une figurine amiibo à son effigie.
Le joueur retrouve également Marie dans Animal Crossing: Pocket Camp, publié sur téléphone mobile en 2017, dans lequel elle tient un rôle similaire à celui dans Animal Crossing: New Leaf : elle assiste ainsi le joueur dans la création de son campement.
Enfin, Marie est présente dans Animal Crossing: New Horizons, sorti en 2020 sur Nintendo Switch, dans lequel elle forme un binôme avec Tom Nook pour accompagner le joueur dans le développement de son île.

### Dans d'autres jeux
Marie fait également des apparitions dans d'autres séries. Ainsi, le joueur peut l'incarner dans Mario Kart 8, sorti sur Wii U en 2014, s'il achète le lot de contenu téléchargeable qui a pour thème la série Animal Crossing. De même, Marie est d'office jouable dans Mario Kart 8 Deluxe sur Nintendo Switch, paru en 2017.
En plus de la série Mario Kart, Marie apparaît dans la série Super Smash Bros., depuis Super Smash Bros. for Nintendo 3DS / for Wii U, publié sur Nintendo 3DS et Wii U en 2014, dans lesquels elle officie en tant que trophée aide. Elle aide ainsi le combattant qui l'a invoquée en lui lançant des fruits pour régénérer sa santé. C'est en 2018 sur Nintendo Switch, dans Super Smash Bros. Ultimate, que Marie rejoint les combattants jouables. Elle se bat ainsi avec des objets et techniques propres à sa série d'origine et se distingue du Villageois notamment avec une attaque utilisant la canne à pêche.
Enfin, Marie est jouable dans Super Mario Maker, sorti en 2015 sur Wii U, seulement si le joueur possède une figurine amiibo à son effigie.

## Amiibo
Marie est représentée dans la collection des figurines Amiibo. Elle est ainsi disponible dans deux collections : Animal Crossing, dont une avec la tenue d'hiver, parue le 20 novembre 2015, et une avec la tenue d'été, sortie le 18 mars 2016, et Super Smash Bros., qui n'a pas encore été publiée. Un amiibo de l'une ou de l'autre collection peut ainsi être utilisé dans l'un des jeux compatibles.
Jeux notables
- Animal Crossing: Amiibo Festival : permet de jouer avec Marie.
- Animal Crossing: Happy Home Designer : provoque la réception d'une nouvelle demande de décoration.
- Animal Crossing: New Leaf : depuis la mise à jour Welcome amiibo, Marie peut rendre visite au joueur à la caravanerie.
- Mario Kart 8 Deluxe : débloque un costume spécial pour le personnage Mii à l'effigie de Marie.
- Miitopia : débloque une tenue à l'effigie de Marie.
- Super Mario Maker : transforme Mario en Marie.
- Super Smash Bros. Ultimate : permet d'enregistrer et d'entraîner le combattant Marie personnalisé.
- Yoshi's Woolly World : offre un patron à l'effigie de Marie.